# Barracas al sur
Barracas al sur fue una telenovela argentina emitida en 1981 por (Canal 9), protagonizada por María Valenzuela y Arturo Puig.

## Guion
La telenovela fue dirigida por Juan David Elicetche y fue escrita por Delia González Márquez, autora prolífica del género: Es tuya, Juan (1991); Venganza de mujer (1986); Coraje, mamá (1985); Amor gitano (1983); Esa provinciana (1983); Daniel y Cecilia (1980); Un día 32 en San Telmo (1980); Profesión: ama de casa (1979); Un mundo de veinte asientos (1978), y Muchacha italiana viene a casarse (1969).

## Elenco

### Protagonistas
- María Valenzuela - Cecilia Carini
- Arturo Puig - Mario
- Iris Alonso - Mercedes (Villana)

### Elenco de reparto
- José Canosa - Domingo
- Cecilia Cenci - Irma
- Juan Carlos Galván - Natalio
- Roberto Ibáñez - Braulio
- Lydia Lamaison - Margaret
- Liliana Weimer - Perla
- Luis Luque - Moisés
- Jorge Marrale - Jaime
- Luis Medina Castro - Paulino
- Susana Monetti - Rosario
- Jorge Morales - Calixto
- Héctor Pellegrini - Rufino
- Pablo Rago - Bernardino
- Flora Steinberg - Heliana
- Tony Vilas - Edgardo